# Edgware Road (stacja metra na liniach Circle, District i H&M)
Edgware Road – stacja londyńskiego metra znajdująca się na skrzyżowaniu Chapel Street i Cabbell Street Road w City of Westminster. Zlokalizowana jest na trasach trzech linii metra: Circle Line, District Line i Hammersmith & City Line i bywa mylona ze stacją Edgware Road obsługującą Bakerloo Line, znajdującą się w odległości 150 metrów. W przeszłości podejmowano dyskusje na temat zmiany nazwy jednej ze stacji, ale żadne decyzje nie zostały podjęte.
Na stacji Edgware Road miała miejsce jedna z czterech eksplozji, jakie nastąpiły w czasie zamachów w Londynie 7 lipca 2005 roku. Mohammad Sidique Khan zdetonował bombę w pociągu linii Circle Line tuż po ruszeniu z czwartego peronu stacji, zabijając sześciu pasażerów oraz siebie.
Stację obsługują linie autobusowe: 18, 27, 205 i N18.

## Galeria

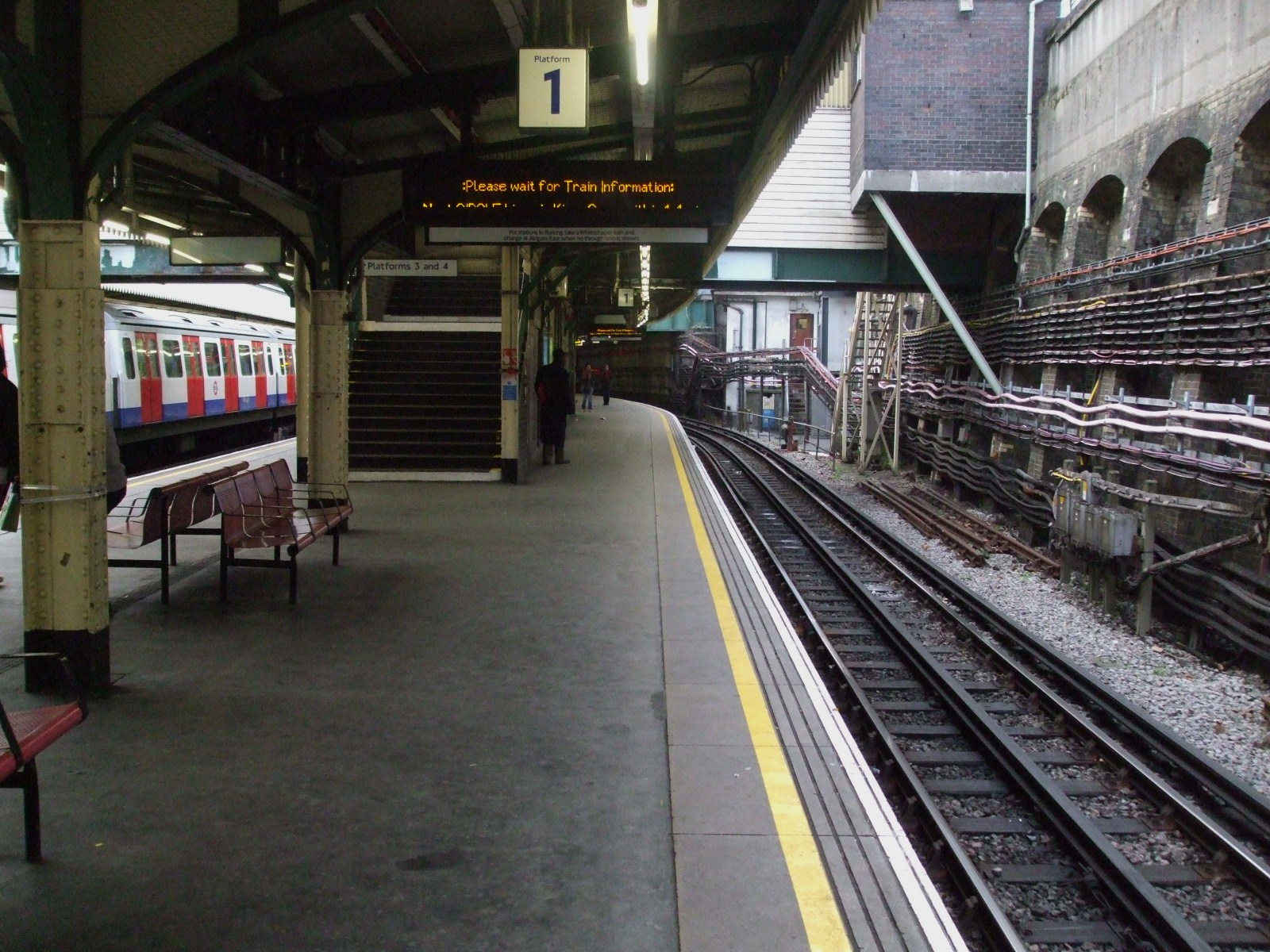
Platforma 1 stacji Edgware Road
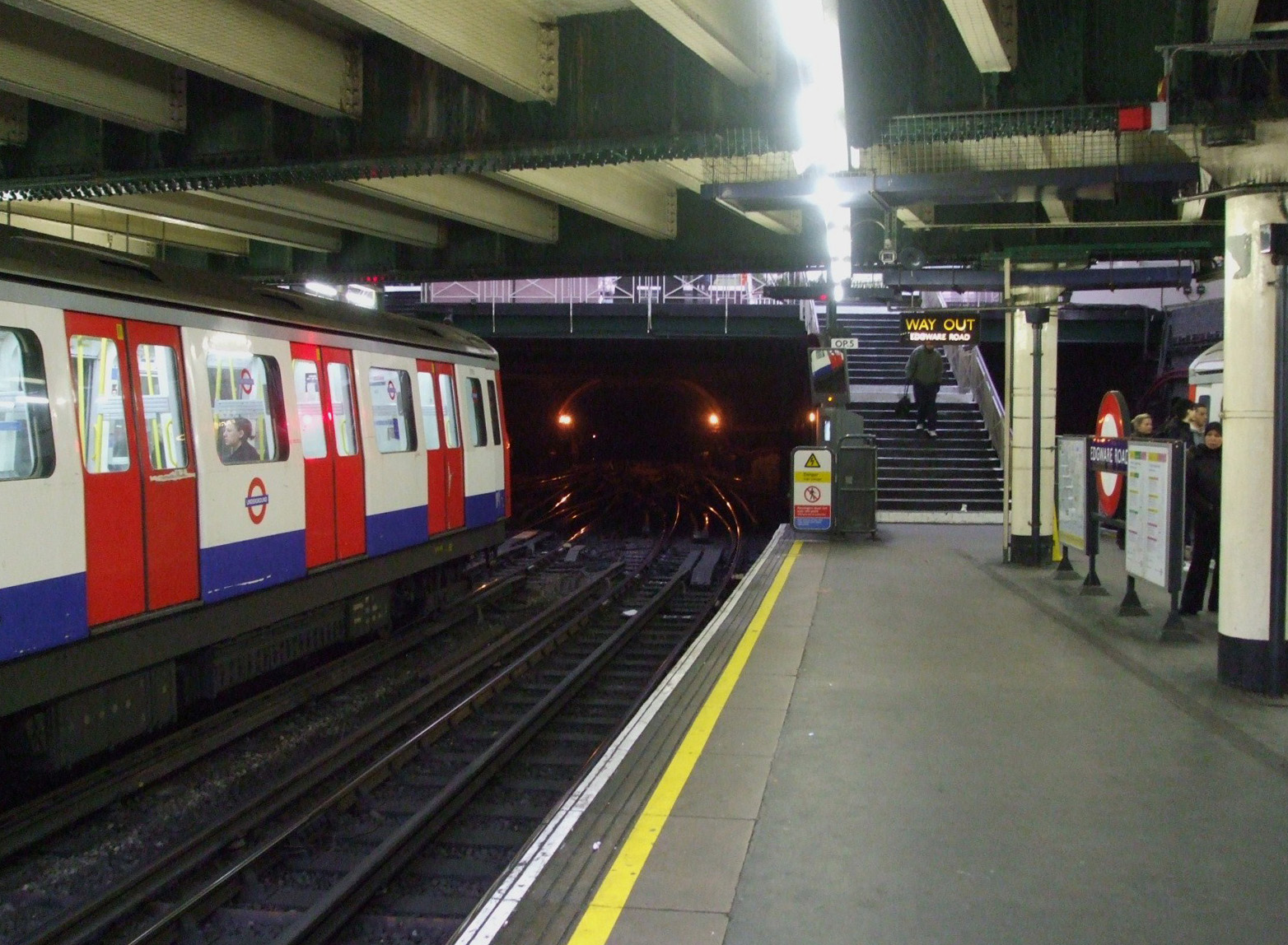
Platforma 2 stacji Edgware Road
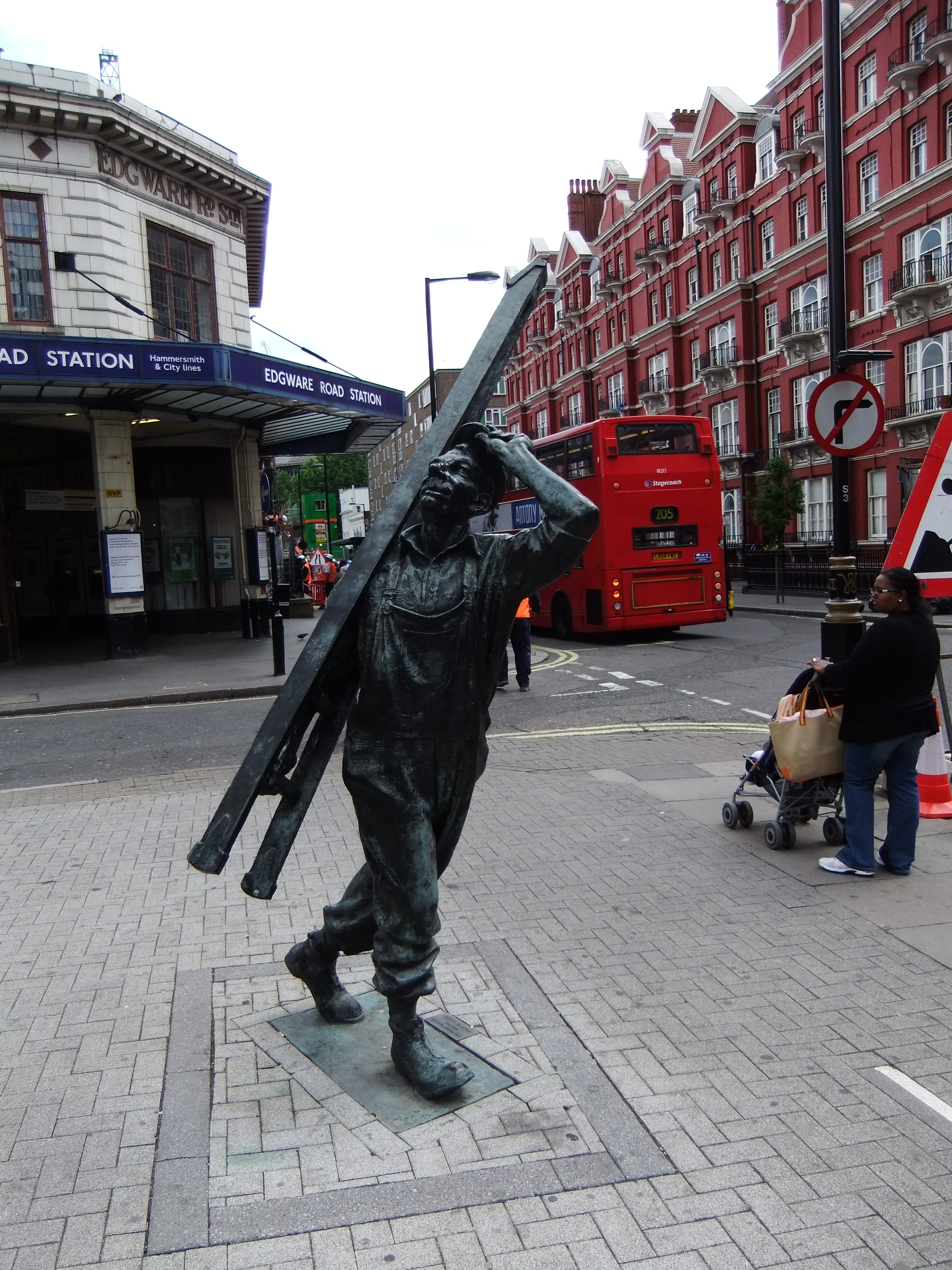
Rzeźba przed wejściem na stację
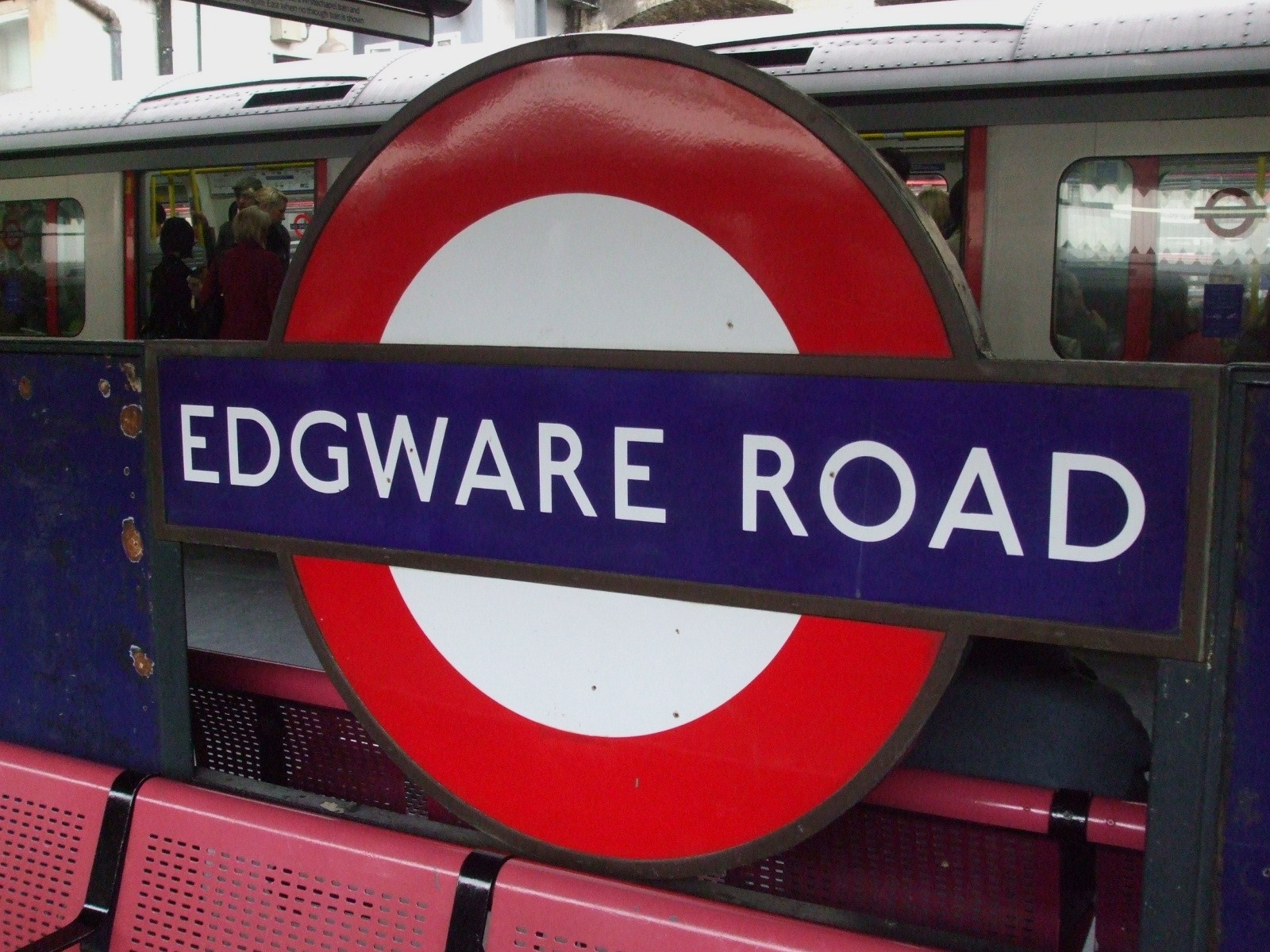
Symbol stacji